# Stephen M. Larson
Stephen M. Larson (...) è un astronomo statunitense.
Stephen M. Larson è un planetologo che lavora presso il Lunar and Planetary Laboratory gestito dal Dipartimento di Scienze planetarie dell'Università dell'Arizona. In campo astronomico Larson si è occupato principalmente di asteroidi e in particolare di comete, pubblicando dal 1967 al 2018 articoli su questi due tipi di oggetti celesti. È membro dell'Unione Astronomica Internazionale (IAU). Oltre che di Astronomia si occupa di archeologia.

## Studi sulle comete
Per effettuare le sue ricerche sulle comete Larson si è occupato in particolare di studiare le loro immagini e i loro spettri. Nei primi anni 80, nel quadro della campagna mondiale International Halley Watch (IHW) istituita per lo studio della cometa di Halley, Larson ha digitalizzato immagini della cometa di Halley riprese nel 1910 per studiarne la chioma e il falso nucleo. Negli anni successivi continuando i suoi studi cometari ha ideato algoritmi per l'elaborazione digitale delle immagini cometarie, uno di questi, il filtro Larson-Sekanina, è molto usato dagli astronomi professionisti e dilettanti.

## Scoperte
Ha coscoperto un satellite del pianeta Saturno, Telesto.
Ha coscoperto con Carl W. Hergenrother due asteroidi: il 5 aprile 1994 l'asteroide (306387) 1994 GR8 e il 28 gennaio 2005 l'asteroide (85316) 1995 BA4.
Tra il 2005 ed il 2014 ha scoperto sei comete di cui una cometa non periodica, C/2009 F1 Larson e cinque comete periodiche, 250P/Larson, 261P/Larson, 374P/Larson, 382P/Larson e 413P/Larson.

## Riconoscimenti
Gli è stato dedicato un asteroide, 3690 Larson.